# Ricardo Antonio Chavira
Ricardo Antonio Chavira (San Antonio, 1 de setembro de 1971) é um ator americano, conhecido pelo personagem Carlos Solis na série de televisão Desperate Housewives.

## Educação
Crescido em San Antonio, Texas, se formou na Robert E. Lee High School (San Antonio, Texas) e se graduou na University of the Incarnate Word. Fez mestrado em "Artes Finas" na UC San Diego e se mudou para Los Angeleslogo  depois. Desde então, Ricardo tem trabalhado em filmes, séries de televisão e teatro.

## Lutando contra o câncer
Chavira apoia finaceiramente a pesquisa sobre o câncer. Sua mãe, Elizabeth Ries Chavira morreu de câncer de mama com 43 anos.
Ele também foi o representante honorário no Susan G. Komen for the Cure e recentenmente esteve engajado no projetoRace for the Cure em Washington, D.C.. Também foi co-representante e orador no Lee National Denim Day.

## Família
Chavira tem um filho, Tomas Antonio Chavira, nascido em  2003 sua esposa se chama Marcea Dietzel, e espera seu segundo filho.
Ricardo é filho de Juan Antonio Chavira, um juiz de Bexar County.

## Filmografia parcial
- 2018 - Jane the Virgin - Bruce
- 2017 - Santa Clarita Diet (Netflix) Dan Palmer
- 2015 - 2017 - Scandal - Frankie Vargas
- 2004-2012 - Desperate Housewives (TV) Carlos Solis
- 2011 - Dead Space: Aftermath (voz)
- 2010 - Piranha 3D - Sam
- 2010 - Chasing 3000 - Dr. Boogie
- 2009 - Superman/Batman: Public Enemies (video) - voz
- 2009 - Don't Let Me Drown - Dionisio
- 2008 - Saving God - Rev. Danny Christopher
- 2008 - Days of Wrath - Detective Romeros
- 2007-2008 - Monk (TV) - Jimmy Belmont
- 2008 - Ball Don't Lie - Ruben
- 2007 - Rockaway - Dave
- 2007 - Kings of South Beach - Enrique
- 2007 - Cosmic Radio - Vasquez
- 2005 - George Lopez (TV) - Victor
- 2004 - The Alamo - Private Gregorio Esparza (as Ricardo S. Chavira)
- 2001-2003 - JAG (TV) Capt. Rapaport (as Ricardo Antonio Chavira)
- 2003 - Joan of Arcadia (TV) - Sgt. Eddie Fosberg
- 2003 - Kingpin (TV) (as Ricardo Antonio Chavira)
- 2002 - The Division (TV) - Bernard - DEA Agent (as Ricardo Antonio Chavira)
- 2002 - Six Feet Under (TV) - Ramon (as Ricardo Antonio Chavira)
- 2002 - 24 - Agent Bundy (as Richard Antonio Chavira)
- 2002 - Boris (curta-metragem) - Frank
- 2002 - The Grubbs (TV) - Coach Garra
- 2001 - Philly (TV) A.D.A. Eddie Price (as Ricardo Antonio Chavira)
- 2001 - NYPD Blue (TV) Customs Off. Kenny Sotomayor (as Ricardo Antonio Chavira)
- 2001 - Barstow 2008 - Guaco
- 1987 - De Vaqueros, aventuras y mas cosas (curta-metragem)
- 1987 - Así sucede en los pueblos (curta-metragem)